# Jim O'Brien (basket-ball)
Pour les articles homonymes, voir Jim O'Brien et O'Brien.
Jim O'Brien, né le 11 février 1952 à Philadelphie, est un entraîneur américain de basket-ball.
Il a longtemps été l'adjoint de Rick Pitino avant de prendre sa succession aux Celtics de Boston en 2001. Il quitte son poste en 2004, et dirige durant une saison les 76ers de Philadelphie. Le 31 mai 2007, il est nommé à la tête des Pacers de l'Indiana, en remplacement de Rick Carlisle. Il est licencié le 30 janvier 2011.